# Pipampérone
La pipampérone (Dipiperon, R4050 ou R3345.2HCl) est un antipsychotique de première génération dérivé de la butyrophénone. Elle est principalement utilisée dans le traitement de la schizophrénie, plus particulièrement dans les états d'agitation et d'agressivité au cours d'états psychotiques. Elle peut-être également utilisée pour lutter contre les insomnies. Elle a été développée par Janssen Pharmaceutica en 1960. Elle est commercialisée uniquement sur ordonnance aux posologies de 40 mg et également en gouttes (1 goutte = 2 mg).